# La Chapelle-aux-Saints
La Chapelle-aux-Saints település Franciaországban, Corrèze megyében. Lakosainak száma 260 fő (2022. január 1.). La Chapelle-aux-Saints Branceilles, Curemonte, Végennes, Bétaille, Saint-Michel-de-Bannières és Vayrac községekkel határos.

## Népesség
A település népességének változása:
| Lakosok száma | 221  | 206  | 164  | 194  | 236  | 255  | 266  | 271  | 273  | 260  |
|               | 1968 | 1982 | 1999 | 2006 | 2011 | 2015 | 2017 | 2018 | 2020 | 2022 |